# Alcañices
Alcañices est une commune espagnole de la province de Zamora située dans la communauté autonome de Castille-et-León.

## Géographie
La commune s'étend sur 54,76 km2 dans l'ouest de la province et est frontalière avec le Portugal. Elle comprend le village homonyme, situé à 60 km de Zamora, ainsi que les localités d'Alcorcillo, Santa Ana et Vivinera.
|                    | San Vitero                  | Rabanales |
| Rábano de Aliste   | Alcañices                   | Fonfría   |
| Vimioso (Portugal) | Miranda do Douro (Portugal) |           |

## Monuments
- Ruines du château templier d'Alcañices (es)
- Église Notre-Dame de l'Assomption (Nuestra Señora de la Asunción) (XIIIe siècle, édifiée par les templiers)
- Couvent et église des Franciscains (XVIe siècle)